# (11264) Claudiomaccone
(11264) Claudiomaccone – planetoida z grupy pasa głównego asteroid.

## Odkrycie
Planetoida została odkryta 16 października 1979 przez rosyjskiego astronoma Nikołaja Czernycha z Krymskiego Obserwatorium Astrofizycznego w Naucznym na Półwyspie Krymskim.
Nazwa planetoidy pochodzi od włoskiego astronoma Claudio Maccone. Przed jej nadaniem planetoida nosiła oznaczenie tymczasowe (11264) 1979 UC4.

## Orbita
Orbita (11264) Claudiomaccone nachylona jest do płaszczyzny ekliptyki pod kątem 3,53°. Na jeden obieg wokół Słońca ciało to potrzebuje 4 lat i 56 dni, krążąc w średniej odległości 2,58 j.a. od Słońca. Mimośród orbity tej planetoidy to 0,23.

## Właściwości fizyczne
(11264) Claudiomaccone ma średnicę ok. 4 km. Jego jasność absolutna to 14,3m. Okres obrotu tej planetoidy wokół własnej osi to 3 godziny i 11 minut. Albedo oceniane jest na 0,2, planetoida zalicza się do typu widmowego S.

## Satelita planetoidy
Na podstawie obserwacji fotometrycznych odkryto w pobliżu tej asteroidy naturalnego satelitę o średnicy szacowanej na 1,2 km. Odkrycia tego dokonano na Ukrainie w dwóch miejscach (w stacji obserwacyjnej Czuhujiw oraz w Naucznym), o czym poinformowano w grudniu 2005 roku. Obydwa składniki układu obiegają wspólny środek masy w czasie ok. 15,11 godziny. (11264) Claudiomaccone znajduje się w odległości ok. 3 km, a jego satelita ok. 7 km od barycentrum. Średnia odległość obydwu składników od siebie to ok. 10 km.
Prowizoryczne oznaczenie satelity to S/2004 (11264) 1. Ma on średnicę ok. 1,2 km.